# Trophis mexicana
Trophis mexicana là một loài thực vật có hoa trong họ Moraceae. Loài này được (Liebm.) Bureau miêu tả khoa học đầu tiên năm 1873.